# Hister coenosus
Hister coenosus är en skalbaggsart som beskrevs av Wilhelm Ferdinand Erichson 1834. Hister coenosus ingår i släktet Hister och familjen stumpbaggar. Inga underarter finns listade i Catalogue of Life.